# 大道 (私年號)
大道是日本的私年號之一，使用者為受幕府壓制的基督徒。見於《新編會津風土記》、《紀伊國名所圖會》及青森縣南部町靈驗堂龕扉銘。
紀州、會津、陸奧等地曾經使用過這個私年號。
該年號在《新編會津風土記》又另作「大筒」。

## 紀年對照表
| 大道   | 元年     | 二年   | 十年    |
| ------ | -------- | ------ | ------- |
| 西元   | 1613年   | 1614年 | 1622年  |
| 干支   | 癸丑     | 甲寅   | 壬戌    |
| 公年號 | 慶長18年 | 19年   | 元和8年 |